# Fumarsäurediethylester
Fumarsäurediethylester ist eine chemische Verbindung aus der Gruppe der Carbonsäureester.

## Gewinnung und Darstellung
Fumarsäurediethylester kann durch Veresterung von Fumarsäure mit Ethanol gewonnen werden.

## Eigenschaften
Die hellgelbe Flüssigkeit ist schwer löslich in Wasser, aber löslich in Aceton und Chloroform.

## Verwendung
Fumarsäurediethylester wird als Zwischenprodukt für Weichmacher, Aromastoffe und Oberflächenbeschichtungen verwendet. Es ist ein wichtiger Rohstoff und Zwischenprodukt für die organische Synthese von Pharmazeutika, Agrochemikalien und Farbstoffe. Man verwendet den Fumarsäurediethylester als Dienophil in Diels-Alder-Reaktionen. Es wird auch als Lösungsmittel in der organischen Synthese eingesetzt.